# Tartiniana seconda
Tartiniana seconda est un concerto pour violon et orchestre de chambre de Luigi Dallapiccola. Composée en 1956, l'œuvre est un hommage rendu au compositeur et violoniste Giuseppe Tartini (1692-1762) dans un style tout à la fois fidèle dans l'esprit et moderne dans la forme.

## Analyse de l'œuvre
1. Pastorale
2. Bourrée
3. Intermezzo
4. Danse festive
5. Finale con variazioni